# 霍爾·懷德海
霍爾·懷德海（英語：Hal Whitehead，1952年7月29日—）是一位海洋生物學家，專精於研究抹香鯨（Physeter macrocephalus）與北瓶鼻鯨（Hyperoodon ampullatus）的生態，行為，族群生物等，與鯨豚文化層面的提倡者。懷德海博士為加拿大戴爾豪斯大學生物系之教授，主要教授生物資料分析等課程。懷德海博士實驗室 （页面存档备份，存于）的研究船是名為Balaena的40呎(近12公尺)海洋帆船，主要研究地點在加拿大新斯科舍省近岸海域，同時也研究白鯨，領航鯨，與瓶鼻海豚...等鯨豚種類。

## 主要研究成果
懷德海博士主要研究抹香鯨的行為，生物聲音，族群生物學與生態學。懷德海博士也編寫了一套分析動物社會結構的軟體程式，SOCPROG （页面存档备份，存于），提供研究者量化分析動物個體之間的互動模式，社會網路關係等。

## 參閱
- 喙鯨
- 抹香鯨